# Cesare Rubini
Cesare Rubini (født 2. november 1923 i Trieste, død 8. februar 2011) var en italiensk basketball- og vandpolospiller, som deltog i tre olympiske lege i midten af 1900-tallet.

## Karriere

### Vandpolo
Rubini blev europamester i vandpolo med Italien i 1947, og holdet var derfor blandt favoritterne ved OL 1948 i London. I indledende pulje vandt Italien over Australien og spillede uafgjort mod Jugoslavien (i en omkamp efter at første kamp var blevet annulleret efter protest). I anden runde blev det til sejr over Ungarn, og i semifinalen vandt de yderligere to kampe, hvilket bragte dem i finalen. Her vandt Italien over Belgien og Nederlandene med 4-2, og da sejren over Ungarn fra tidligere talte med, blev de olympiske mestre, mens Ungarn vandt sølv og Nederlandene bronze.
Fire år senere, ved OL 1952 i Helsingfors, var Rubini igen med på det italienske vandpolohold. Italien vandt kvalifikationskampen mod Indien 16-1, og efter tre sejre i første runde og igen i semifinalen var italienerne klar til at forsvare deres guld fra 1948 i finalen. Helt så godt gik det dog ikke, idet de tabte 7-2 til Ungarn og 1-3 til Jugoslavien, mens deres sejr over USA fra første runde var nok til at sikre dem bronzen. Ungarn vandt her guld, mens Jugoslavien vandt sølv.
Rubini var også med til at vinde EM-bronze i 1954. Endelig var han med ved OL 1956 i Helsinki, hvor Italien blev nummer fire. Han spillede i alt 84 vandpololandskampe, heraf 42 som anfører. Han var desuden med til at vinde det italienske mesterskab seks gange for tre forskellige klubber.

### Basketball som spiller
I basketball opnåede han 39 landskampe for Italien, og han var med til at vinde EM-sølv i 1946. På klubplan spillede han hele sin basketballkarriere for Olimpia Milano, og her var han med til at vinde fem italienske mesterskaber i træk (1950-1954).

### Basketball som træner
Da han indstillede sin aktive karriere i 1957, blev Rubini træner for Olimpia Milano. Han var træner frem til 1973, og i den periode vandt klubben elleve italienske mesterskaber, en Euroleague-titel (1966) samt to FIBA Saporta Cup-titler (1971, 1972). I 1975 blev han landstræner for Italien, hvilket han var frem til 1991, og i den periode var han med til at sikre Italien sølv ved OL 1980, EM-guld i 1983, EM-bronze i 1985 og EM-sølv i 1991.